# Thyreus somalicus
Thyreus somalicus là một loài Hymenoptera trong họ Apidae. Loài này được Strand mô tả khoa học năm 1911.